# 1066. grenadirski polk (Wehrmacht)
1066. grenadirski polk (izvirno nemško 1066. Grenadier-Regiment; kratica 1066. GR) je bil pehotni polk Heera v času druge svetovne vojne.

## Zgodovina
Polk je bil ustanovljen 1. julija 1944 in razpuščen 26. oktobra istega leta.